# غرانت تايلور
غرانت تايلور (بالإنجليزية: Grant Taylor)‏ هو ممثل أسترالي، ولد في 6 ديسمبر 1917 في المملكة المتحدة، وتوفي في 1971.

## وصلات خارجية
- غرانت تايلور على موقع IMDb (الإنجليزية)
- غرانت تايلور على موقع قاعدة بيانات الفيلم (الإنجليزية)